# Герб Таттинского наслега
Герб муниципального образования сельское поселение «Таттинский наслег»  Таттинского улуса Республики Саха (Якутия) Российской Федерации.
Герб утверждён Решением Таттинского наслежного Совета № 23 от 1 июня 2010 года.
Герб внесён в Государственный геральдический регистр Российской Федерации под регистрационным номером 6626.

## Описание герба
«В зелёном поле повышенный золотой безант, окружённый расширяющимся книзу и разомкнутым внизу дамасцированном золотом зелёным кольцом; поверх поля, разрыва кольца и безанта три стоящих на чешуевидной лазоревой окаймлённой золотом оконечности сэргэ (коновязи в виде столбов с выточкой вверху): в зелени золотые, в золоте зелёные».